# مسمومیت غذایی زنجیره‌ای دانشجویان ایران (۱۴۰۱)
مسمومیت غذایی زنجیره‌ای دانشجویان ایران مجموعه مسمومیت‌های غذایی دسته جمعی دانشجویان در دست‌کم چهار دانشگاه، دانشگاه، دانشگاه و دانشگاه بود که در بحبوحه [[]] و در آستانه روز دانشجو اتفاق افتاد و واکنش‌های گسترده‌ای را داشت.

## دانشگاه‌ها
شامگاه چهارشنبه ۲ آذر، تعدادی از دانشجویان دانشگاه صنعتی اصفهان با علائمی شامل دل‌درد، دل‌پیچه، اسهال و استفراغ به درمانگاه این مرکز آموزشی مراجعه کردند. تخت‌های درمانگاه مرکز آموزشی، کفاف مراجعه کنندگان را نداشت. رئیس دانشگاه صنعتی اصفهان تعداد این افراد را ۲۷۰ نفر اعلام کرد اما در نهایت تعداد دانشجویان مبتلا شده حدود ۶۰۰ نفر اعلام شد.
دهم آذر هم مسمومیت غذایی دسته‌جمعی دانشجویان دانشگاه خوارزمی در واحد کرج اعلام شد. به گزارش شوراهای صنفی دانشجویان کشور «جمع کثیری از دانشجویان این دانشگاه به دلیل مصرف غذای شب گذشته سلف، مسموم شده و دچار تهوع، بدن درد و تب و لرز شده‌اند.» رئیس کل دادگستری استان البرز تعداد مصدومان را ۱۶۰ دانشجو اعلام کرد.

## واکنش‌ها

### بین‌المللی
- مارشا بلکبرن نماینده جمهوری‌خواه مجلس نمایندگان ایالات متحده از ایالت تنسی، در توییتی به مسمومیت زنجیره‌ای دانشجویان ایرانی اشاره کرد و نوشت «بیش از هزار دانشجوی ایرانی علائمی مرتبط با مسمومیت غذایی دارند. آیا این کاری عمدی توسط رژیم [ایران] بوده‌است؟»[۶]

### داخل ایران
- خبرگزاری ایسنا در گزارشی موج مسمومیت غذایی دسته‌جمعی دانشجویان را یک «بحران جدی» اعلام کرد و خواستار رسیدگی و ورود سازمان امور دانشجویان شد.[۷]
- مهدی طغیانی نماینده اصفهان در مجلس اعلام کرد «علت مسمومیت دانشجویان دانشگاه اصفهان می‌تواند ناشی از سهل‌انگاری باشد چراکه پیش‌تر شاهد حوادثی از این قبیل در دانشگاه‌ها بودیم اما ممکن است اتفاق دانشگاه اصفهان به صورت غیرطبیعی صورت گرفته باشد.»[۸]
- روزنامه ایران در گزارشی با عنوان «احتمال وجود انگیزه‌های ضدامنیتی در پشت پرده» آن را به عنوان «ابزاری برای ناراضی‌سازی دانشجویان و ملتهب ساختن فضای دانشگاه‌ها آن هم در آستانه ۱۶ آذر روز دانشجو» معرفی کرد.[۹]
- شوراهای صنفی دانشجویان این رویداد را «مسمومیت زنجیره‌ای» و برخی کانال‌های دانشجویی دیگر «مسمومیت عمدی» توصیف کردند.[۱]